# Церква святого Архистратига Михаїла (Бутин)
Церква святого Архистратига Михаїла — діюча дерев'яна церква у селі Бутин на Збаражчині. Парафія належить до Вишнівецького благочиння Тернопільської єпархії ПЦУ. До парафії також належить належить релігійна громада села Поляни.

## Розташування
Церква святого Архистратига Михаїла розташована у центрі села на терасі схилу біля цвинтаря. 

## Історія
За офіційною версією церкву збудовано у 1880 році. Є інша версія, згідно з якої у 1880 році церква була відремонтована чи перенесена з урочища Старий Цвинтарець на теперішнє місце.

### Перехід з УПЦ МП до УПЦ КП
Причиною переходу вірян з Московського до Київського патріархату стала інформація про нібито відмови священика о. Віталія УПЦ МП служити службу за упокій душ убитих на Майдані героїв та здійснювати богослужіння в церкві українською мовою, а на день Незалежності о. Володимир, якого прислали на парафію замість попереднього, взагалі не відправляв молебень за Україну.

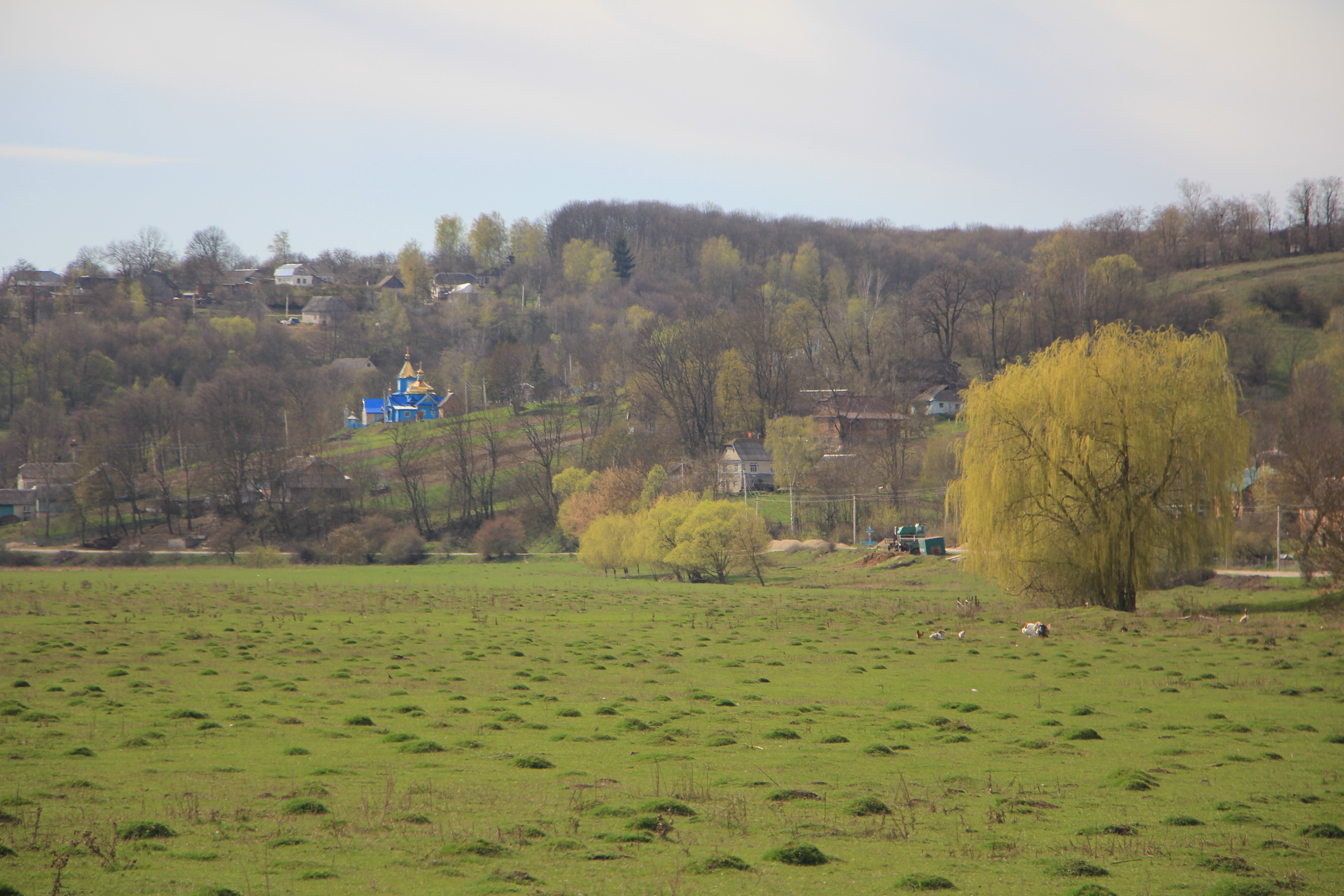

Перший збір підписів провели в лютому 2014-го, а влітку аналогічне опитування провели прихильники Московського патріархату, які при тому сфальшували підписи, записавши туди не тільки мешканців Бутина, а й Вишнівця, Загороддя, Кременеччини і навіть Львівщини. Тому члени виконкому, депутати сільської ради, актив села вдруге змушені були збирати підписи. Прихильники Московського патріархату на почергові богослужіння не погоджувалися. Втретє підписи уже збирали у вересні: із 440 жителів Бутина «за» перехід церковної громади до УПЦ Київського патріархату виступили 232 осіб (а також жителі села Поляни, які є прихожанами храму), 11 — «проти», 16 — «утрималися», 60 — відмовилися ставити свої підписи. Останній раз підписи збирали із внесенням паспортних даних людей, щоб не було ніяких спекуляцій і все було в правовому полі.
Але прихильники Московського патріархату не пускали людей до церкви. Для врегулювання конфлікту долучився Збаразький РВ УМВС України й особисто начальник райвідділу Ігор Саган та його заступник Віталій Присяжнюк. Підтримати громаду приїхали активісти «Правого сектора» та Василь Лабайчук — лідер «Правого сектору Тернопільщини».
5 жовтня 2014 року церква святого Архістратига Михаїла села Бутин, згідно з рішенням обласної влади про перереєстрацію статуту громади УПЦ КП, перейшла під юрисдикцію Української православної церкви Київського патріархату, відбулося перше Богослужіння.
12 жовтня 2014 року на запрошення вірян УПЦ КП Архієпископ Тернопільський, Кременецький і Бучацький Нестор звершив літургію в місцевому храмі Святого Архістратига Божого Михаїла.
Прихильники Московського патріархату подали позов до суду, відстоюючи існування своєї парафії. Рішенням Тернопільського окружного адміністративного суду від 11 липня 2016 року позивачеві відмовлено, однак у касаційній інстанції всі рішення по справі були скасовані та повернуті на початковий розгляд, проте ще до кінця судової справи стало відомо, що бутинська громада УПЦ МП збирається будувати собі інше молитовне приміщення. Громаді Московського патріархату для будівництва церкви місцеві органи влади виділили земельну ділянку. Тим часом віряни відвідують богослужіння в сусідньому селі Кинахівцях..

## Архітектура
Церква дерев'яна хрещата в плані, одноверха. До бабинця із заходу прилягає дерев'яна одноярусна дзвіниця, яка має три прибудови: ґанок та два присінки. З обидвох боків до вівтаря добудовані ризниці. Є додатковий вхід з півдня до нави. Маківки, бані та дах дзвіниці покриті блискучою бляхою. 